# Gouendo
Gouendo är ett departement i Mali.   Det ligger i regionen Ségou, i den sydvästra delen av landet, 160 km öster om huvudstaden Bamako.